# .cd
A .cd a Kongói Demokratikus Köztársaság internetes legfelső szintű tartomány kódja. 1997-ben hozták létre, hogy a később megszüntetett .zr nevet (Zaire) helyettesítse. Világszerte népszerű domén név, amit néhány fenntartott név kivételével bárki regisztrálhat, aminek a jövedelmét Kongó élvezi. A tartománynév népszerű, és ezért értékes, mivel emlékeztet a CD hanghordozóra.